# Apertura inglesa
La Apertura inglesa (ECO A10-A39) es una de las formas más sólidas de plantear una apertura. 1.c4 es la principal alternativa a 1.e4 y 1.d4. Se conoce desde tiempos de  Luis de Lucena, pero su fama se debe al inglés Howard Staunton, que la empleó con éxito en su encuentro con Pierre Saint-Amant. No obstante, no sería hasta el advenimiento de la Escuela hipermoderna de ajedrez cuando realmente saltó de ser una apertura menor a considerarse «la más fuerte de todas las aperturas» en palabras de Savielly Tartákover. 
La idea estratégica básica es retrasar la definición de los peones centrales, e y d, mientras se domina el centro con un peón lateral dispuesto a cambiarse por un peón central si fuera necesario. Al poner un peón en c4 lo más recomendable es sacar el alfil de casillas blancas en fianchetto. 
Se pueden jugar las líneas típicas de la Inglesa, pero también se puede transponer a cualquiera de las aperturas cerradas jugando d4; e incluso se pueden plantear ideas de la Defensa siciliana con los colores invertidos y un tiempo de más.

## Líneas principales
1.c4
Las principales defensas en apertura inglesa son: 

### La defensa simétrica: 1...c5
Esta defensa sin nombre suele tener el mayor carácter tablista de la apertura. A menudo se le llama defensa simétrica, a pesar de que la simetría solo se conserva unas pocas jugadas. En estos casos, a las variantes donde la simetría se mantiene durante muchas jugadas (variantes que suelen implicar a menudo el fianchetto de rey como por ejemplo 1.c4 c5 2.Cc3 Cc6 3.g3 g6 4.Ag2 Ag7) se le llaman variantes ultrasimétricas. Para evitar las simetrías a menudo las blancas juegan 2.g3!?, postergando la salida del caballo de dama. En este caso, tras 2...g6 3.Ag2 Ag7 las blancas pueden jugar 4.e3 y 4...e6 se puede replicar con 5.d4 d5 6.dxc5!
Hay varios sistemas que se pueden jugar desde esta posición:

#### El erizo
una línea que implica una disposición de piezas y peones por parte de las negras como la que sigue: b6, e6, Ab7, Ae7, a6 y d6. A menudo se produce el intercambio del peón c negro por el d blanco. La posición resultante de ella recuerda a la variante Scheveningen de la defensa siciliana.
|       |       |       |       |       |       |       |       |       |  |
|       | a8 rd | b8 nd | c8    | d8 qd | e8 kd | f8    | g8    | h8 rd |  |
| a7 pd | b7 bd | c7    | d7    | e7 bd | f7 pd | g7 pd | h7 pd |       |  |
| a6    | b6 pd | c6    | d6 pd | e6 pd | f6 nd | g6    | h6    |       |  |
| a5    | b5    | c5 pd | d5    | e5    | f5    | g5    | h5    |       |  |
| a4    | b4    | c4 pl | d4    | e4    | f4    | g4    | h4    |       |  |
| a3    | b3    | c3    | d3    | e3    | f3    | g3    | h3    |       |  |
| a2 pl | b2 pl | c2    | d2 pl | e2 pl | f2 pl | g2 pl | h2 pl |       |  |
| a1 rl | b1 nl | c1 bl | d1 ql | e1 kl | f1 bl | g1 nl | h1 rl |       |  |
|       |       |       |       |       |       |       |       |       |  |

Algunas variantes que conducen al erizo son:
1.c4 c5 2.Cf3 Cf6 3.g3 b6 4.Ag2 Ab7 5.0-0 e6 6.Cc3 Ae7 7.d4
1.c4 c5 2.Cf3 Cf6 3.g3 b6 4.Ag2 Ab7 5.0-0 e6 6.Cc3 Ae7 7.Te1

#### El juego simétrico que incluye los fianchettos de rey
Hay muchas variantes en las que esta idea se produce. Por ejemplo:
|       |       |       |       |       |       |       |       |       |  |
|       | a8 rd | b8    | c8 bd | d8 qd | e8 kd | f8 bd | g8    | h8 rd |  |
| a7 pd | b7 pd | c7    | d7 pd | e7 pd | f7 pd | g7    | h7 pd |       |  |
| a6    | b6    | c6 nd | d6    | e6    | f6 nd | g6 pd | h6    |       |  |
| a5    | b5    | c5 pd | d5    | e5    | f5    | g5    | h5    |       |  |
| a4    | b4    | c4 pl | d4    | e4    | f4    | g4    | h4    |       |  |
| a3    | b3    | c3 nl | d3    | e3    | f3 nl | g3 pl | h3    |       |  |
| a2 pl | b2 pl | c2    | d2 pl | e2 pl | f2 pl | g2    | h2 pl |       |  |
| a1 rl | b1    | c1 bl | d1 ql | e1 kl | f1 bl | g1    | h1 rl |       |  |
|       |       |       |       |       |       |       |       |       |  |

#### El doble fianchetto de las blancas
Esta disposición ha sido usado por ejemplo por Fischer .
Las blancas desarrollan ambos alfiles por sus respectivos fianchettos, a veces con el Ad en a3.
|       |       |       |       |       |       |       |       |       |  |
|       | a8 rd | b8    | c8 bd | d8 qd | e8 kd | f8    | g8    | h8 rd |  |
| a7 pd | b7 pd | c7    | d7 pd | e7 nd | f7 pd | g7 bd | h7 pd |       |  |
| a6    | b6    | c6 nd | d6    | e6 pd | f6    | g6 pd | h6    |       |  |
| a5    | b5    | c5 pd | d5    | e5    | f5    | g5    | h5    |       |  |
| a4    | b4    | c4 pl | d4    | e4    | f4    | g4    | h4    |       |  |
| a3    | b3 pl | c3 nl | d3    | e3    | f3    | g3 pl | h3    |       |  |
| a2 pl | b2 bl | c2    | d2 pl | e2 pl | f2 pl | g2 bl | h2 pl |       |  |
| a1 rl | b1    | c1    | d1 ql | e1 kl | f1    | g1 nl | h1 rl |       |  |
|       |       |       |       |       |       |       |       |       |  |

código NIC: EO 31.7 - 5.b3 [5..e6 6.♗b2 Nge7]

#### El doble fianchetto de las negras
|       |       |       |       |       |       |       |       |       |  |
|       | a8 rd | b8 nd | c8    | d8 qd | e8 kd | f8    | g8    | h8 rd |  |
| a7 pd | b7 bd | c7    | d7 pd | e7 pd | f7 pd | g7 bd | h7 pd |       |  |
| a6    | b6 pd | c6    | d6    | e6    | f6 nd | g6 pd | h6    |       |  |
| a5    | b5    | c5 pd | d5    | e5    | f5    | g5    | h5    |       |  |
| a4    | b4    | c4 pl | d4    | e4    | f4    | g4    | h4    |       |  |
| a3    | b3    | c3 nl | d3    | e3    | f3 nl | g3 pl | h3    |       |  |
| a2 pl | b2 pl | c2    | d2 pl | e2 pl | f2 pl | g2 bl | h2 pl |       |  |
| a1 rl | b1    | c1 bl | d1 ql | e1    | f1 rl | g1 kl | h1    |       |  |
|       |       |       |       |       |       |       |       |       |  |

Por ejemplo en la variante:
1.c4 c5 2.Cf3 Cf6 3.g3 b6 4.Ag2 Ab7 5.0-0 g6 6.Cc3 Ag7

#### Las rupturas por la columna d por parte de las blancas
Hay muchas variantes en las que esta idea se produce. Por ejemplo
|       |       |       |       |       |       |       |       |       |  |
|       | a8 rd | b8 nd | c8 bd | d8 qd | e8 kd | f8 bd | g8    | h8 rd |  |
| a7 pd | b7 pd | c7    | d7 pd | e7 pd | f7 pd | g7 pd | h7 pd |       |  |
| a6    | b6    | c6    | d6    | e6    | f6 nd | g6    | h6    |       |  |
| a5    | b5    | c5 pd | d5    | e5    | f5    | g5    | h5    |       |  |
| a4    | b4    | c4 pl | d4 pl | e4    | f4    | g4    | h4    |       |  |
| a3    | b3    | c3    | d3    | e3    | f3 nl | g3    | h3    |       |  |
| a2 pl | b2 pl | c2    | d2    | e2 pl | f2 pl | g2 pl | h2 pl |       |  |
| a1 rl | b1 nl | c1 bl | d1 ql | e1 kl | f1 bl | g1    | h1 rl |       |  |
|       |       |       |       |       |       |       |       |       |  |

Hay muchas líneas principales que comienzan tras esta disposición. Por ejemplo:
1.c4 c5 2.Cf3 Cf6 3.d4 cxd4 4.Cxd4 e5
1.c4 c5 2.Cf3 Cf6 3.d4 cxd4 4.Cxd4 g6 5. Cc3 Ag7 6. e4 que es una formación Maroczy
1.c4 c5 2.Cf3 Cf6 3.d4 cxd4 4.Cxd4 e6
1.c4 c5 2.Cf3 Cf6 3.d4 cxd4 4.Cxd4 e6 5. Cc3 a6 6. g3 Dc7
1.c4 c5 2.Cf3 Cf6 3.d4 cxd4 4.Cxd4 e6 5. Cc3 a6 6. g3 Db6
1.c4 c5 2.Cf3 Cf6 3.d4 cxd4 4.Cxd4 e6 5. Cc3 Ab4
1.c4 c5 2.Cf3 Cf6 3.d4 cxd4 4.Cxd4 e6 5. Cc3 d5
1.c4 c5 2.Cf3 Cf6 3.d4 cxd4 4.Cxd4 b6
1.c4 c5 2.Cf3 Cf6 3.d4 cxd4 4.Cxd4 Cc6
|       |       |       |       |       |       |       |       |       |  |
|       | a8 rd | b8    | c8 bd | d8 qd | e8 kd | f8    | g8    | h8 rd |  |
| a7 pd | b7 pd | c7    | d7 pd | e7 pd | f7 pd | g7 bd | h7 pd |       |  |
| a6    | b6    | c6 nd | d6    | e6    | f6 nd | g6 pd | h6    |       |  |
| a5    | b5    | c5 pd | d5    | e5    | f5    | g5    | h5    |       |  |
| a4    | b4    | c4 pl | d4 pl | e4    | f4    | g4    | h4    |       |  |
| a3    | b3    | c3 nl | d3    | e3    | f3 nl | g3 pl | h3    |       |  |
| a2 pl | b2 pl | c2    | d2    | e2 pl | f2 pl | g2 bl | h2 pl |       |  |
| a1 rl | b1    | c1 bl | d1 ql | e1 kl | f1    | g1    | h1 rl |       |  |
|       |       |       |       |       |       |       |       |       |  |

#### Las rupturas por la columna d por parte de las negras
Hay muchas variantes en las que esta idea se produce. Por ejemplo
|       |       |       |       |       |       |       |       |       |  |
|       | a8 rd | b8    | c8 bd | d8 qd | e8 kd | f8 bd | g8    | h8 rd |  |
| a7 pd | b7 pd | c7    | d7    | e7 pd | f7 pd | g7 pd | h7 pd |       |  |
| a6    | b6    | c6 nd | d6    | e6    | f6 nd | g6    | h6    |       |  |
| a5    | b5    | c5 pd | d5 pd | e5    | f5    | g5    | h5    |       |  |
| a4    | b4    | c4 pl | d4    | e4    | f4    | g4    | h4    |       |  |
| a3    | b3    | c3 nl | d3    | e3    | f3 nl | g3 pl | h3    |       |  |
| a2 pl | b2 pl | c2    | d2 pl | e2 pl | f2 pl | g2    | h2 pl |       |  |
| a1 rl | b1    | c1 bl | d1 ql | e1 kl | f1 bl | g1    | h1 rl |       |  |
|       |       |       |       |       |       |       |       |       |  |

Es muy importante la variante Rubinstein, que se produce tras:
1.c4 c5 2.Cf3 Cf6 3.Cc3 d5 4.cxd5 Cxd5 5. g3 Ca6 6. Ag2 Cc7
Otras variantes importantes son: 
1.c4 c5 2.Cf3 Cf6 3.Cc3 d5 4.cd Cxd4 5. e4
1.c4 c5 2.Cf3 Cf6 3.Cc3 d5 4.cd Cxd4 5. d4

#### Las rupturas por la columna d, por parte de las blancas y por parte de las negras
|       |       |       |       |       |       |       |       |       |  |
|       | a8 rd | b8    | c8 bd | d8 qd | e8 kd | f8 bd | g8    | h8 rd |  |
| a7 pd | b7 pd | c7    | d7    | e7 pd | f7 pd | g7 pd | h7 pd |       |  |
| a6    | b6    | c6 nd | d6    | e6    | f6 nd | g6    | h6    |       |  |
| a5    | b5    | c5 pd | d5 pd | e5    | f5    | g5    | h5    |       |  |
| a4    | b4    | c4 pl | d4 pl | e4    | f4    | g4    | h4    |       |  |
| a3    | b3    | c3 nl | d3    | e3    | f3 nl | g3 pl | h3    |       |  |
| a2 pl | b2 pl | c2    | d2    | e2 pl | f2 pl | g2    | h2 pl |       |  |
| a1 rl | b1    | c1 bl | d1 ql | e1 kl | f1 bl | g1    | h1 rl |       |  |
|       |       |       |       |       |       |       |       |       |  |

 Esta posición se alcanza tras jugar los cuatro caballos y tras responder las negras a 4. g3 con 4... d5 y responder igualmente las blancas 5. d4. Esta forma de jugar la inglesa se introdujo en los ochenta pero fue Kramnik el que hizo de la variante un sistema incisivo

#### La formación Botvinnik con negras
|       |       |       |       |       |       |       |       |       |  |
|       | a8 rd | b8    | c8 bd | d8 qd | e8 kd | f8    | g8 nd | h8 rd |  |
| a7 pd | b7 pd | c7    | d7    | e7    | f7 pd | g7 bd | h7 pd |       |  |
| a6    | b6    | c6 nd | d6 pd | e6    | f6    | g6 pd | h6    |       |  |
| a5    | b5    | c5 pd | d5    | e5 pd | f5    | g5    | h5    |       |  |
| a4    | b4    | c4 pl | d4    | e4    | f4    | g4    | h4    |       |  |
| a3    | b3    | c3 nl | d3    | e3    | f3 nl | g3 pl | h3    |       |  |
| a2 pl | b2 pl | c2    | d2 pl | e2 pl | f2 pl | g2 bl | h2 pl |       |  |
| a1 rl | b1    | c1 bl | d1 ql | e1    | f1 rl | g1 kl | h1    |       |  |
|       |       |       |       |       |       |       |       |       |  |

#### Las rupturas por la columna d, tanto por parte de las blancas como por parte de las negras que derivan en formación Maroczy
Por ejemplo: 1. c4 c5 2. Cc3 Cf6 3. g3 d5 4. cxd5 Cxd5 5. Ag2 Cc7 y ahora ...e5

#### El temprano Cd4
|       |       |       |       |       |       |       |       |       |  |
|       | a8 rd | b8    | c8 bd | d8 qd | e8 kd | f8 bd | g8 nd | h8 rd |  |
| a7 pd | b7 pd | c7    | d7 pd | e7 pd | f7 pd | g7 pd | h7 pd |       |  |
| a6    | b6    | c6    | d6    | e6    | f6    | g6    | h6    |       |  |
| a5    | b5    | c5 pd | d5    | e5    | f5    | g5    | h5    |       |  |
| a4    | b4    | c4 pl | d4 nd | e4    | f4    | g4    | h4    |       |  |
| a3    | b3    | c3 nl | d3    | e3    | f3 nl | g3    | h3    |       |  |
| a2 pl | b2 pl | c2    | d2 pl | e2 pl | f2 pl | g2 pl | h2 pl |       |  |
| a1 rl | b1    | c1 bl | d1 ql | e1 kl | f1 bl | g1    | h1 rl |       |  |
|       |       |       |       |       |       |       |       |       |  |

4-e3

### La defensa siciliana invertida: 1...e5
Las blancas juegan una defensa siciliana con una jugada de más.
En esta línea, tanto las blancas como las negras sacan sus caballos a 'f' y a 'c' en cualquier orden. Sin embargo, el orden en el que se hagan permiten que ciertas subvariantes importantes sean factibles o no
Hay varios sistemas que se pueden jugar desde esta posición, o en otras palabras, hay ciertas estrategias que pueden emplearse:

#### Ruptura directa del centro por parte del blanco
|       |       |       |       |       |       |       |       |       |  |
|       | a8 rd | b8    | c8 bd | d8 qd | e8 kd | f8 bd | g8    | h8 rd |  |
| a7 pd | b7 pd | c7 pd | d7 pd | e7    | f7 pd | g7 pd | h7 pd |       |  |
| a6    | b6    | c6 nd | d6    | e6    | f6 nd | g6    | h6    |       |  |
| a5    | b5    | c5    | d5    | e5 pd | f5    | g5    | h5    |       |  |
| a4    | b4    | c4 pl | d4 pl | e4    | f4    | g4    | h4    |       |  |
| a3    | b3    | c3 nl | d3    | e3    | f3 nl | g3    | h3    |       |  |
| a2 pl | b2 pl | c2    | d2    | e2 pl | f2 pl | g2 pl | h2 pl |       |  |
| a1 rl | b1    | c1 bl | d1 ql | e1 kl | f1 bl | g1    | h1 rl |       |  |
|       |       |       |       |       |       |       |       |       |  |

Esta idea se ejecuta con la ruptura d4. Existe muchas posiciones donde las blancas ejecutan esta idea, generalmente con el apoyo de Cf3

#### Ocupación lenta del centro por parte del blanco
Por ejemplo
|       |       |       |       |       |       |       |       |       |  |
|       | a8 rd | b8    | c8 bd | d8 qd | e8 kd | f8    | g8    | h8 rd |  |
| a7 pd | b7 pd | c7 pd | d7 pd | e7 nd | f7 pd | g7 bd | h7 pd |       |  |
| a6    | b6    | c6 nd | d6    | e6    | f6    | g6 pd | h6    |       |  |
| a5    | b5    | c5    | d5    | e5 pd | f5    | g5    | h5    |       |  |
| a4    | b4    | c4 pl | d4    | e4    | f4    | g4    | h4    |       |  |
| a3    | b3    | c3 nl | d3    | e3 pl | f3    | g3 pl | h3    |       |  |
| a2 pl | b2 pl | c2    | d2 pl | e2 nl | f2 pl | g2 bl | h2 pl |       |  |
| a1 rl | b1    | c1 bl | d1 ql | e1 kl | f1    | g1    | h1 rl |       |  |
|       |       |       |       |       |       |       |       |       |  |

#### Ruptura directa del centro por parte del negro
|       |       |       |       |       |       |       |       |       |  |
|       | a8 rd | b8    | c8 bd | d8 qd | e8 kd | f8 bd | g8    | h8 rd |  |
| a7 pd | b7 pd | c7 pd | d7    | e7    | f7 pd | g7 pd | h7 pd |       |  |
| a6    | b6    | c6 nd | d6    | e6    | f6 nd | g6    | h6    |       |  |
| a5    | b5    | c5    | d5 pd | e5 pd | f5    | g5    | h5    |       |  |
| a4    | b4    | c4 pl | d4    | e4    | f4    | g4    | h4    |       |  |
| a3    | b3    | c3 nl | d3    | e3    | f3 nl | g3 pl | h3    |       |  |
| a2 pl | b2 pl | c2    | d2 pl | e2 pl | f2 pl | g2    | h2 pl |       |  |
| a1 rl | b1    | c1 bl | d1 ql | e1 kl | f1 bl | g1    | h1 rl |       |  |
|       |       |       |       |       |       |       |       |       |  |

A menudo si las blancas no rompen con d4 son las negras las que lo hacen con d5. La posición del tablero es la posición de partida de la variante del dragón invertido. Pero esta ruptura puede ocurrir incluso antes. Por ejemplo tras 1. c4 e5 2. Cc3 Cf6 3. g3 d5 a lo que puede seguir 4. cxd5 Cxd5 5. Ag2 Cb6. O incluso en la jugada 2.: 1. c4 e5 2. g3 d5 donde es posible capturar con la dama: 3.cd Dxd4 4.Cf3

#### Ocupación lenta del centro por parte del negro
Con este encabezado nos referimos a la típica estructura c6 d5 e5, que a menudo las negras emplean contra un fianchetto temprano de las blancas.
Una defensa muy activa que las negras usan habitualmente contra la secuencia Carls Bremen es 
1. c4 e5 2. Cc3 Cf6 3. g3 c6 que puede seguir 4. Cf3 e4 5. Cd4 d5 6. cxd5. Esta defensa es conocida con el nombre de defensa Keres y ha sido una de las causa del pogresivo abandono de la secuencia Carls
|       |       |       |       |       |       |       |       |       |  |
|       | a8 rd | b8 nd | c8 bd | d8 qd | e8 kd | f8 bd | g8    | h8 rd |  |
| a7 pd | b7 pd | c7    | d7 pd | e7    | f7 pd | g7 pd | h7 pd |       |  |
| a6    | b6    | c6 pd | d6    | e6    | f6 nd | g6    | h6    |       |  |
| a5    | b5    | c5    | d5    | e5 pd | f5    | g5    | h5    |       |  |
| a4    | b4    | c4 pl | d4    | e4    | f4    | g4    | h4    |       |  |
| a3    | b3    | c3 nl | d3    | e3    | f3    | g3 pl | h3    |       |  |
| a2 pl | b2 pl | c2    | d2 pl | e2 pl | f2 pl | g2    | h2 pl |       |  |
| a1 rl | b1    | c1 bl | d1 ql | e1 kl | f1 bl | g1 nl | h1 rl |       |  |
|       |       |       |       |       |       |       |       |       |  |

#### Se difiere la participación del caballo g del blanco para construir antes el fianchetto de rey
A esta variante se le conoce habitualmente como sistema Carls Bremen
|       |       |       |       |       |       |       |       |       |  |
|       | a8 rd | b8 nd | c8 bd | d8 qd | e8 kd | f8 bd | g8    | h8 rd |  |
| a7 pd | b7 pd | c7 pd | d7 pd | e7    | f7 pd | g7 pd | h7 pd |       |  |
| a6    | b6    | c6    | d6    | e6    | f6 nd | g6    | h6    |       |  |
| a5    | b5    | c5    | d5    | e5 pd | f5    | g5    | h5    |       |  |
| a4    | b4    | c4 pl | d4    | e4    | f4    | g4    | h4    |       |  |
| a3    | b3    | c3 nl | d3    | e3    | f3    | g3 pl | h3    |       |  |
| a2 pl | b2 pl | c2    | d2 pl | e2 pl | f2 pl | g2    | h2 pl |       |  |
| a1 rl | b1    | c1 bl | d1 ql | e1 kl | f1 bl | g1 nl | h1 rl |       |  |
|       |       |       |       |       |       |       |       |       |  |

3-...c6

#### el sistema Botvinnik mediante la formación de peones c4 d3 y e4
Empleado anteriormente a Botvinnik por Nimzowitsch
|       |       |       |       |       |       |       |       |       |  |
|       | a8 rd | b8 nd | c8 bd | d8 qd | e8 kd | f8 bd | g8 nd | h8 rd |  |
| a7 pd | b7 pd | c7 pd | d7 pd | e7    | f7 pd | g7 pd | h7 pd |       |  |
| a6    | b6    | c6    | d6    | e6    | f6    | g6    | h6    |       |  |
| a5    | b5    | c5    | d5    | e5 pd | f5    | g5    | h5    |       |  |
| a4    | b4    | c4 pl | d4    | e4 pl | f4    | g4    | h4    |       |  |
| a3    | b3    | c3 nl | d3 pl | e3    | f3    | g3 pl | h3 pl |       |  |
| a2 pl | b2 pl | c2    | d2    | e2 nl | f2 pl | g2 bl | h2    |       |  |
| a1 rl | b1    | c1 bl | d1 ql | e1    | f1 rl | g1 kl | h1    |       |  |
|       |       |       |       |       |       |       |       |       |  |

#### La variante Nimzowitsch de la siciliana invertida 2.Cf3
|       |       |       |       |       |       |       |       |       |  |
|       | a8 rd | b8 nd | c8 bd | d8 qd | e8 kd | f8 bd | g8 nd | h8 rd |  |
| a7 pd | b7 pd | c7 pd | d7 pd | e7    | f7 pd | g7 pd | h7 pd |       |  |
| a6    | b6    | c6    | d6    | e6    | f6    | g6    | h6    |       |  |
| a5    | b5    | c5    | d5    | e5 pd | f5    | g5    | h5    |       |  |
| a4    | b4    | c4 pl | d4    | e4    | f4    | g4    | h4    |       |  |
| a3    | b3    | c3    | d3    | e3    | f3 nl | g3    | h3    |       |  |
| a2 pl | b2 pl | c2    | d2 pl | e2 pl | f2 pl | g2 pl | h2 pl |       |  |
| a1 rl | b1 nl | c1 bl | d1 ql | e1 kl | f1 bl | g1    | h1 rl |       |  |
|       |       |       |       |       |       |       |       |       |  |

3-...Cc6

#### La formación "d6, e5, f5" o "Cc6, e5, f5"
Tras la idea de Smyslov 1.c4 e5 2.Cc3 d6, si las blancas juegan 3.Cf3 una línea habitual es jugar 3...f5 con la idea no de tomar en d4 sino de controlar e4. Así tras 4.d4 las negras responden 4...e5. Las negras tienen una buena partida ya que las blancas tienen que invertir varias jugadas en llevar el caballo a una casilla segura. 5.Cg5.
Esta formación era una de las favoritas de Nimzowitsch, que la empleaba incluso contra la temprana ruptura blanca 'd4'
Alternativamente, las negras pueden emplear la siguiente secuencia: 1.c4 e5 2.Cc3 Cc6 3.Cf3 f5

#### La formación negra con Ab4, especialmente con 2.Cc3
|       |       |       |       |       |       |       |       |       |  |
|       | a8 rd | b8 nd | c8 bd | d8 qd | e8 kd | f8    | g8 nd | h8 rd |  |
| a7 pd | b7 pd | c7 pd | d7 pd | e7    | f7 pd | g7 pd | h7 pd |       |  |
| a6    | b6    | c6    | d6    | e6    | f6    | g6    | h6    |       |  |
| a5    | b5    | c5    | d5    | e5 pd | f5    | g5    | h5    |       |  |
| a4    | b4 bd | c4 pl | d4    | e4    | f4    | g4    | h4    |       |  |
| a3    | b3    | c3 nl | d3    | e3    | f3    | g3    | h3    |       |  |
| a2 pl | b2 pl | c2    | d2 pl | e2 pl | f2 pl | g2 pl | h2 pl |       |  |
| a1 rl | b1    | c1 bl | d1 ql | e1 kl | f1 bl | g1 nl | h1 rl |       |  |
|       |       |       |       |       |       |       |       |       |  |

 Se realiza normalmente antes de la habitual 3.Cd5, que suele ser el inicio de algunas celadas de las blancas.
Pero también con otras configuraciones de las blancas, como por ejemplo en el sistema Carls Bremen, la variante que a veces lleva el nombre de Smyslov y a veces de Moderna:
|       |       |       |       |       |       |       |       |       |  |
|       | a8 rd | b8 nd | c8 bd | d8 qd | e8 kd | f8    | g8    | h8 rd |  |
| a7 pd | b7 pd | c7 pd | d7 pd | e7    | f7 pd | g7 pd | h7 pd |       |  |
| a6    | b6    | c6    | d6    | e6    | f6 nd | g6    | h6    |       |  |
| a5    | b5    | c5    | d5    | e5 pd | f5    | g5    | h5    |       |  |
| a4    | b4 bd | c4 pl | d4    | e4    | f4    | g4    | h4    |       |  |
| a3    | b3    | c3 nl | d3    | e3    | f3    | g3 pl | h3    |       |  |
| a2 pl | b2 pl | c2    | d2 pl | e2 pl | f2 pl | g2    | h2 pl |       |  |
| a1 rl | b1    | c1 bl | d1 ql | e1 kl | f1 bl | g1 nl | h1 rl |       |  |
|       |       |       |       |       |       |       |       |       |  |

También es idea de Smyslov una jugada similar en los cuatro caballos con fianchetto:
|       |       |       |       |       |       |       |       |       |  |
|       | a8 rd | b8    | c8 bd | d8 qd | e8 kd | f8    | g8    | h8 rd |  |
| a7 pd | b7 pd | c7 pd | d7 pd | e7    | f7 pd | g7 pd | h7 pd |       |  |
| a6    | b6    | c6 nd | d6    | e6    | f6 nd | g6    | h6    |       |  |
| a5    | b5    | c5    | d5    | e5 pd | f5    | g5    | h5    |       |  |
| a4    | b4 bd | c4 pl | d4    | e4    | f4    | g4    | h4    |       |  |
| a3    | b3    | c3 nl | d3    | e3    | f3 nl | g3 pl | h3    |       |  |
| a2 pl | b2 pl | c2    | d2 pl | e2 pl | f2 pl | g2    | h2 pl |       |  |
| a1 rl | b1    | c1 bl | d1 ql | e1 kl | f1 bl | g1    | h1 rl |       |  |
|       |       |       |       |       |       |       |       |       |  |

En los cuatro caballos con la jugada 4.e3; también es posible la jugada Ab4, aunque las blancas encuentran una buena casilla para la dama en c2 con 5.Dc2, evitando el doblaje de peones:
|       |       |       |       |       |       |       |       |       |  |
|       | a8 rd | b8    | c8 bd | d8 qd | e8 kd | f8    | g8    | h8 rd |  |
| a7 pd | b7 pd | c7 pd | d7 pd | e7    | f7 pd | g7 pd | h7 pd |       |  |
| a6    | b6    | c6 nd | d6    | e6    | f6 nd | g6    | h6    |       |  |
| a5    | b5    | c5    | d5    | e5 pd | f5    | g5    | h5    |       |  |
| a4    | b4 bd | c4 pl | d4    | e4    | f4    | g4    | h4    |       |  |
| a3    | b3    | c3 nl | d3 pl | e3    | f3 nl | g3    | h3    |       |  |
| a2 pl | b2 pl | c2 ql | d2    | e2 pl | f2 pl | g2 pl | h2 pl |       |  |
| a1 rl | b1    | c1 bl | d1    | e1 kl | f1 bl | g1    | h1 rl |       |  |
|       |       |       |       |       |       |       |       |       |  |

Una idea muy reciente consiste en jugar 3...Ab4!? tras la secuencia: 1.c4 e5 2.Cc3 Cc6 3.g3, con la idea de diferir la salida del caballo de rey negro para poder sacarlo por e7 o bien para poder jugar f5 antes de mover el caballo a f6

#### Los sistemas negros a base de e5 y d6, ideados también por Smyslov
En la década de los 50 Smyslov desarrolló esta variante con idea de jugar el alfil a e6 o a g4.
Por ejemplo: 1. c4 e5 2. Cc3 d6 3. Cf3 Ag4 [Petrosian-Smyslov (1959, Yugoslavia)]
|       |       |       |       |       |       |       |       |       |  |
|       | a8 rd | b8 nd | c8    | d8 qd | e8 kd | f8 bd | g8 nd | h8 rd |  |
| a7 pd | b7 pd | c7 pd | d7    | e7    | f7 pd | g7 pd | h7 pd |       |  |
| a6    | b6    | c6    | d6 pd | e6    | f6    | g6    | h6    |       |  |
| a5    | b5    | c5    | d5    | e5 pd | f5    | g5    | h5    |       |  |
| a4    | b4    | c4 pl | d4    | e4    | f4    | g4 bd | h4    |       |  |
| a3    | b3    | c3 nl | d3    | e3    | f3 nl | g3    | h3    |       |  |
| a2 pl | b2 pl | c2    | d2 pl | e2 pl | f2 pl | g2 pl | h2 pl |       |  |
| a1 rl | b1    | c1 bl | d1 ql | e1 kl | f1 bl | g1    | h1 rl |       |  |
|       |       |       |       |       |       |       |       |       |  |

1. c4 e5 2. Cc3 d6 3. g3 Ae6 4. Ag2 c6 [Olafsson-Smyslov (1959, Yugoslavia)]
|       |       |       |       |       |       |       |       |       |  |
|       | a8 rd | b8 nd | c8    | d8 qd | e8 kd | f8 bd | g8 nd | h8 rd |  |
| a7 pd | b7 pd | c7    | d7    | e7    | f7 pd | g7 pd | h7 pd |       |  |
| a6    | b6    | c6 pd | d6 pd | e6 bd | f6    | g6    | h6    |       |  |
| a5    | b5    | c5    | d5    | e5 pd | f5    | g5    | h5    |       |  |
| a4    | b4    | c4 pl | d4    | e4    | f4    | g4    | h4    |       |  |
| a3    | b3    | c3 nl | d3    | e3    | f3 nl | g3 pl | h3    |       |  |
| a2 pl | b2 pl | c2    | d2 pl | e2 pl | f2 pl | g2 bl | h2 pl |       |  |
| a1 rl | b1    | c1 bl | d1 ql | e1 kl | f1    | g1    | h1 rl |       |  |
|       |       |       |       |       |       |       |       |       |  |

Sin embargo, en esta posición, las blancas también tienen otros recursos, como romper en el centro con:
1. c4 e5 2. Cc3 d6 3. d4 exd4 4. Dxd4 Cc6 5. Dd2

### La defensa con "sabor" indio: 1...Cf6
Las negras tratan de jugar o transponer a alguna defensa india, mientras las blancas mantienen el juego inglés retrasando la jugada d4. Así tenemos:
- Inglesa a la neoGrünfeld o sistema anglo-neoGrünfeld

1.c4 Cf6 2.Cc3 d5 3.cxd5 Cxd5 4.g3 g6 [ECO A16: Defensa Anglo-Grünfeld] 
- Inglesa a la Grünfeld o sistema anglo-Grünfeld

1.c4 Cf6 2.Cc3 g6 3.Cf3 d5  [ECO A16: Defensa Anglo-India, Variante del Caballo de Dama]
- la estructura india de rey

Normalmente surge de la variante siciliana invertida, pero las negras pueden diferir la jugada e5. Por ejemplo:
1.c4 Cf6 2.Cc3 g6 3.Cf3 Ag7 4.Ag2 0-0 5.e4 d6
- Inglesa a la Nimzoindia o sistema anglo-Nimzoindia

1.c4 Cf6 2.Cc3 e6 3.Cf3 Ab4 [ECO A17: Defensa Anglo-India, Nimzo-Inglesa]
- Inglesa a la india de dama o sistema anglo-india de dama

1.c4 Cf6 2.Cc3 e6 3.Cf3 b6
o
1.c4 Cf6 2.Cf3 e6 3.g3 b6  [ECO A17: Defensa Anglo-India, Formación India de Dama]; [ECO A15: Defensa Anglo-India, Variante del Caballo de Rey]
- Inglesa a la catalana

1.c4 Cf6 2.Cf3 e6 3.g3 d5 4.Ag2 dxc4 [ECO A13: Defensa Agincourt, Defensa Catalana Aceptada]
- el ataque Mikenas

1.c4 Cf6 2.Cc3 e6 3.e4 [ECO A18: Variante #2 de Mikenas-Carls]

### La defensa 1...e6
La jugada 1...e6 suele ser una jugada con valor transposicional. Si posteriormente se juega 2...d5, las blancas deben transponer al Gambito de dama si quieren aspirar a obtener ventaja, aunque otras opciones son posibles. Además es una jugada inteligente para transponer a la defensa inglesa que comienza con 1...b6.
Tiene, sin embargo, valor independiente la siguiente variante:
1.c4 e6 2. Cc3 Ab4, evitando el salto de caballo a d5 que se puede producir en el sistema 1.c4 e5 2. Cc3 Ab4 ya comentado anteriormente.
|       |       |       |       |       |       |       |       |       |  |
|       | a8 rd | b8 nd | c8 bd | d8 qd | e8 kd | f8    | g8 nd | h8 rd |  |
| a7 pd | b7 pd | c7 pd | d7 pd | e7    | f7 pd | g7 pd | h7 pd |       |  |
| a6    | b6    | c6    | d6    | e6 pd | f6    | g6    | h6    |       |  |
| a5    | b5    | c5    | d5    | e5    | f5    | g5    | h5    |       |  |
| a4    | b4 bd | c4 pl | d4    | e4    | f4    | g4    | h4    |       |  |
| a3    | b3    | c3 nl | d3    | e3    | f3    | g3    | h3    |       |  |
| a2 pl | b2 pl | c2    | d2 pl | e2 pl | f2 pl | g2 pl | h2 pl |       |  |
| a1 rl | b1    | c1 bl | d1 ql | e1 kl | f1 bl | g1 nl | h1 rl |       |  |
|       |       |       |       |       |       |       |       |       |  |

3-g3 o dc2

### La defensa con "sabor" eslavo: 1...c6
Las negras invitan a transponer a una defensa eslava con 1.c4 c6, pero las blancas tienen algunos caminos para mantener la partida en territorio inglés, por ejemplo, con las jugadas 'Retinianas' 2. Cf3, d5 3.b3
|       |       |       |       |       |       |       |       |       |  |
|       | a8 rd | b8 nd | c8 bd | d8 qd | e8 kd | f8 bd | g8 nd | h8 rd |  |
| a7 pd | b7 pd | c7    | d7    | e7 pd | f7 pd | g7 pd | h7 pd |       |  |
| a6    | b6    | c6 pd | d6    | e6    | f6    | g6    | h6    |       |  |
| a5    | b5    | c5    | d5 pd | e5    | f5    | g5    | h5    |       |  |
| a4    | b4    | c4 pl | d4    | e4    | f4    | g4    | h4    |       |  |
| a3    | b3 pl | c3    | d3    | e3    | f3 nl | g3    | h3    |       |  |
| a2 pl | b2    | c2    | d2 pl | e2 pl | f2 pl | g2 pl | h2 pl |       |  |
| a1 rl | b1 nl | c1 bl | d1 ql | e1 kl | f1 bl | g1    | h1 rl |       |  |
|       |       |       |       |       |       |       |       |       |  |

Por otro lado, Gurevich ha propuesto el flexible sistema 2.Cf3 d5 3.e3
|       |       |       |       |       |       |       |       |       |  |
|       | a8 rd | b8 nd | c8 bd | d8 qd | e8 kd | f8 bd | g8 nd | h8 rd |  |
| a7 pd | b7 pd | c7    | d7    | e7 pd | f7 pd | g7 pd | h7 pd |       |  |
| a6    | b6    | c6 pd | d6    | e6    | f6    | g6    | h6    |       |  |
| a5    | b5    | c5    | d5 pd | e5    | f5    | g5    | h5    |       |  |
| a4    | b4    | c4 pl | d4    | e4    | f4    | g4    | h4    |       |  |
| a3    | b3    | c3    | d3    | e3 pl | f3 nl | g3    | h3    |       |  |
| a2 pl | b2 pl | c2    | d2 pl | e2    | f2 pl | g2 pl | h2 pl |       |  |
| a1 rl | b1 nl | c1 bl | d1 ql | e1 kl | f1 bl | g1    | h1 rl |       |  |
|       |       |       |       |       |       |       |       |       |  |

### La defensa 1...g6
1...g6 suele ser una invitación a jugar la defensa Moderna o la defensa India de Rey pero existe una línea independiente que lleva el nombre de Defensa Adorjan: 1.c4 g6 2.e4 e5
|       |       |       |       |       |       |       |       |       |  |
|       | a8 rd | b8 nd | c8 bd | d8 qd | e8 kd | f8 bd | g8 nd | h8 rd |  |
| a7 pd | b7 pd | c7 pd | d7 pd | e7    | f7 pd | g7    | h7 pd |       |  |
| a6    | b6    | c6    | d6    | e6    | f6    | g6 pd | h6    |       |  |
| a5    | b5    | c5    | d5    | e5 pd | f5    | g5    | h5    |       |  |
| a4    | b4    | c4 pl | d4    | e4 pl | f4    | g4    | h4    |       |  |
| a3    | b3    | c3    | d3    | e3    | f3    | g3    | h3    |       |  |
| a2 pl | b2 pl | c2    | d2 pl | e2    | f2 pl | g2 pl | h2 pl |       |  |
| a1 rl | b1 nl | c1 bl | d1 ql | e1 kl | f1 bl | g1 nl | h1 rl |       |  |
|       |       |       |       |       |       |       |       |       |  |

3-Cc3

### La defensa inglesa 1...b6
Cuando las negras juegan 1...b6 la apertura se suele clasificar con el siguiente criterio:
Si las blancas solo tienen el peón de e4 en el centro, se clasifica como defensa Owens.
Si las blancas solo tienen el peón de d4 en el centro, la apertura suele derivar en una apertura Colle, Zukertort o Londres.
Si las blancas solo tienen el peón de c4 en el centro, se clasifica como defensa inglesa.
Si las blancas tienen un centro en d4-e4, se clasifica como defensa Owens.
Si las blancas tienen la estructura c4-d4 se clasifica como defensa inglesa.
Si las blancas tienen la estructura c4-e4, se clasifica como defensa inglesa.
Si las blancas tienen la estructura c4-d4-e4, se clasifica como defensa inglesa.
|       |       |       |       |       |       |       |       |       |  |
|       | a8 rd | b8 nd | c8 bd | d8 qd | e8 kd | f8 bd | g8 nd | h8 rd |  |
| a7 pd | b7    | c7 pd | d7 pd | e7 pd | f7 pd | g7 pd | h7 pd |       |  |
| a6    | b6 pd | c6    | d6    | e6    | f6    | g6    | h6    |       |  |
| a5    | b5    | c5    | d5    | e5    | f5    | g5    | h5    |       |  |
| a4    | b4    | c4 pl | d4    | e4    | f4    | g4    | h4    |       |  |
| a3    | b3    | c3    | d3    | e3    | f3    | g3    | h3    |       |  |
| a2 pl | b2 pl | c2    | d2 pl | e2 pl | f2 pl | g2 pl | h2 pl |       |  |
| a1 rl | b1 nl | c1 bl | d1 ql | e1 kl | f1 bl | g1 nl | h1 rl |       |  |
|       |       |       |       |       |       |       |       |       |  |

Algunas líneas que merecen destacarse son:
- 1.c4 b6 2.d4 e6 3.e4 Ab7 con la idea de si 4. Cc3 entonces 4...Ab4!
- 1.c4 b6 2.d4 e6 3.a3!? evitando la clavada
- 1.c4 b6 2.Cc3 Ab7 3.e4!?
- 1.c4 b6 2.Cf3 Ab7 3.Cc3 e6 4.g3 Axf3
- 1.c4 b6 2.Cf3 Ab7 3.g3 Axf3
- 1.c4 b6 2.Cf3 Ab7 3.g3 Cf6 4.Ag2 e6
- 1.c4 b6 2.e4

### La defensa con sabor holandés 1...f5
Debemos hacer dos consideraciones:
1. Un temprano d4 convierte la defensa en una holandesa pura
2. Un temprano e5 por parte de las negras transpone a la defensa 1.c4 e5

### La defensa 1...g5
Una respuesta excéntrica conocida a menudo como 'Defensa Myers' por la promoción que de esta jugada hizo tanto en la literatura como en el tablero. Tras 2.d4, el negro ejercerá presión sobre la casilla d4 con movimientos tales como ... Ag7, ... c5, y ... Db6. De acuerdo con Nunn's Chess Opening, las blancas obtiene una pequeña ventaja tras 2.d4 Ag7 (que propone el gambito 3.Bxg5 c5) 3.Cc3 h6 4.e4.
Myers recomendaba 3 ... c5 (en lugar de 3 ... h6); tras la cual, Joel Benjamin propone 4.dxc5!

### Los gambitos en la apertura inglesa
Los gambitos en la apertura inglesa son relativamente raros a nivel de gran maestro. Destacamos los siguientes:

#### El gambito Romanishin
Surge tras los siguientes movimientos:
1.c4 Cf6 2.Cf3 e6 3.g3 a6 4.Ag2 b5

#### El gambito Bellón
Surge tras los siguientes movimientos:
1.c4 e5 2.Cc3 Cf6 3.Cf3 e4 4.Cg5 b5

#### El gambito Vaganian
Este gambito inventado también por Bellón, surge tras los siguientes movimientos:
1.c4 c5 2.Cf3 Cf6 3.d4 cxd4 4.Cxd4 e5 5.Cb5 d5 6. cxd5 Ac5!

#### El gambito con 'sabor' catalán
1.c4 c6 2. Cf3 d5 3.g3 Cf6 4. Ag2 dxc4

#### El gambito Jänisch
Es un gambito más raro en la práctica magistral que los anteriores, pero también relacionado con la jugada b5. Surge tras los siguientes movimientos:
1.c4 b5. 
Es denominado el Gambito Rodaballo por Eric Schiller

### Índice de variantes
1.c4 e5
1.c4 e5 2.Cc3
1.c4 e5 2.Cc3 Cc6
1.c4 e5 2.Cc3 Cc6 3.g3 g6 4.Ag2 Ag7
1.c4 e5 2.Cc3 Cc6 3.g3 g6 4.Ag2 Ag7 5.e3 d6 6.Cge2 Ch6
1.c4 e5 2.Cc3 Cc6 3.g3 g6 4.Ag2 Ag7 5.e3 d6 6.Cge2 Ae6
1.c4 e5 2.Cc3 Cc6 3.g3 g6 4.Ag2 Ag7 5.Tb1
1.c4 e5 2.Cc3 Cc6 3.g3 g6 4.Ag2 Ag7 5.Tb1 Ch6
1.c4 e5 2.Cc3 Cc6 3.g3 g6 4.Ag2 Ag7 5.d3
1.c4 e5 2.Cc3 Cc6 3.g3 g6 4.Ag2 Ag7 5.d3 d6
1.c4 e5 2.Cc3 Cc6 3.g3 g6 4.Ag2 Ag7 5.d3 d6 6.e4
1.c4 e5 2.Cc3 Cc6 3.Cf3
1.c4 e5 2.Cc3 Cc6 3.Cf3 Cf6
1.c4 e5 2.Cc3 Cc6 3.Cf3 Cf6 4.d4 exd4 5.Cxd4 Ab4 6.Ag5 h6 7.Ah4 Axc3+ 8.bxc3 Ce5
1.c4 e5 2.Cc3 Cc6 3.Cf3 Cf6 4.d4 e4
1.c4 e5 2.Cc3 Cc6 3.Cf3 Cf6 4.e4
1.c4 e5 2.Cc3 Cc6 3.Cf3 Cf6 4.a3
1.c4 e5 2.Cc3 Cc6 3.Cf3 Cf6 4.d3
1.c4 e5 2.Cc3 Cc6 3.Cf3 Cf6 4.e3
1.c4 e5 2.Cc3 Cc6 3.Cf3 Cf6 4.e3 Ab4 5.Dc2 0-0 6.Cd5 Te8 7.Df5
1.c4 e5 2.Cc3 Cc6 3.Cf3 Cf6 4.e3 Ab4 5.Dc2 Axc3
1.c4 e5 2.Cc3 Cc6 3.Cf3 Cf6 4.g3
1.c4 e5 2.Cc3 Cf6
1.c4 e5 2.Cc3 Cf6 3.Cf3 e4 4.Cg5 b5
1.c4 e5 2.Cc3 Cf6 3.g3
1.c4 e5 2.Cc3 Cf6 3.g3 d5
1.c4 e5 2.Cc3 Cf6 3.g3 Ab4
1.c4 e5 2.Cc3 Cf6 3.g3 c6
1.c4 e5 2.Cc3 Cf6 3.g3 g6
1.c4 e5 2.Cc3 d6
1.c4 e5 2.Cc3 d6 3.Cf3
1.c4 e5 2.Cc3 d6 3.Cf3 Ag4
1.c4 e5 2.Cc3 d6 3.g3 Ae6 4.Ag2 Cc6
1.c4 e5 2.Cc3 d6 3.g3 c6
1.c4 e5 2.Cc3 Ab4
1.c4 e5 2.Cf3
1.c4 e5 2.Cf3 e4
1.c4 Cf6
1.c4 Cf6 2.Cc3
1.c4 Cf6 2.Cc3 d5
1.c4 Cf6 2.Cc3 d5 3.cxd5 Cxd5 4.g3 g6 5.Ag2 Cxc3
1.c4 Cf6 2.Cc3 d5 3.cxd5 Cxd5 4.g3 g6 5.Ag2 Cb6
1.c4 Cf6 2.Cc3 d5 3.cxd5 Cxd5 4.Cf3
1.c4 Cf6 2.Cc3 d5 3.cxd5 Cxd5 4.Cf3 g6 5.g3 Ag7 6.Ag2 e5
1.c4 Cf6 2.Cc3 e6
1.c4 Cf6 2.Cc3 e6 3.Cf3 b6
1.c4 Cf6 2.Cc3 e6 3.Cf3 b6 4.e4 Ab7 5.Ad3
1.c4 Cf6 2.Cc3 e6 3.Cf3 Ab4
1.c4 Cf6 2.Cc3 e6 3.e4
1.c4 Cf6 2.Cc3 e6 3.e4 d5 4.e5
1.c4 Cf6 2.Cc3 e6 3.e4 Cc6
1.c4 Cf6 2.Cc3 e6 3.e4 c5
1.c4 Cf6 2.Cf3
1.c4 Cf6 2.b4
1.c4 e6
1.c4 e6 2.Cf3 d5
1.c4 e6 2.Cf3 d5 3.g3
1.c4 e6 2.Cf3 d5 3.g3 Cf6
1.c4 e6 2.Cf3 d5 3.g3 Cf6 4.Ag2 dxc4
1.c4 e6 2.Cf3 d5 3.g3 Cf6 4.Ag2 Ae7 5.0-0
1.c4 e6 2.Cf3 d5 3.g3 Cf6 4.Ag2 Ae7 5.0-0 c5 6.cxd5 Cxd5 7.Cc3 Cc6
1.c4 e6 2.Cf3 d5 3.g3 c6
1.c4 e6 2.Cf3 Cf6 3.g3 a6 4.Ag2 b5
1.c4 e6 2.Cf3 d5 3.b3 Cf6 4.Ab2 c5 5.e3
1.c4 c5
1.c4 c5 2.Cc3
1.c4 c5 2.Cc3 Cc6
1.c4 c5 2.Cc3 Cc6 3.g3
1.c4 c5 2.Cc3 Cc6 3.g3 g6 4.Ag2 Ag7
1.c4 c5 2.Cc3 Cc6 3.g3 g6 4.Ag2 Ag7 5.e3 e5
1.c4 c5 2.Cc3 Cc6 3.g3 g6 4.Ag2 Ag7 5.e4
1.c4 c5 2.Cc3 Cc6 3.g3 g6 4.Ag2 Ag7 5.Cf3
1.c4 c5 2.Cc3 Cc6 3.g3 g6 4.Ag2 Ag7 5.Cf3 e5
1.c4 c5 2.Cc3 Cc6 3.g3 g6 4.Ag2 Ag7 5.Cf3 Cf6
1.c4 c5 2.Cc3 Cc6 3.g3 g6 4.Ag2 Ag7 5.Cf3 Cf6 6.0-0 0-0 7.d3
1.c4 c5 2.Cc3 Cc6 3.g3 g6 4.Ag2 Ag7 5.Cf3 Cf6 6.0-0 0-0 7.b3
1.c4 c5 2.Cc3 Cc6 3.g3 g6 4.Ag2 Ag7 5.Cf3 Cf6 6.0-0 0-0 7.d4
1.c4 c5 2.Cc3 Cc6 3.Cf3 Cf6
1.c4 c5 2.Cc3 Cf6
1.c4 c5 2.Cc3 Cf6 3.g3
1.c4 c5 2.Cc3 Cf6 3.g3 d5 4.cxd5 Cxd5 5.Ag2 Cc7
1.c4 c5 2.Cf3
1.c4 c5 2.Cf3 Cf6 3.g3 b6 4.Ag2 Ab7 5.0-0 e6 6.Cc3 Ae7
1.c4 c5 2.Cf3 Cf6 3.g3 b6 4.Ag2 Ab7 5.0-0 e6 6.Cc3 Ae7 7.d4 cxd4 8.Dxd4 d6 9.Td1 a6 10.b3 Cbd7
1.c4 c5 2.Cf3 Cf6 3.d4
1.c4 c5 2.Cf3 Cf6 3.d4 cxd4 4.Cxd4 e6
1.c4 c5 2.Cf3 Cf6 3.d4 cxd4 4.Cxd4 e6 5.Cc3 Cc6
1.c4 c5 2.Cf3 Cf6 3.d4 cxd4 4.Cxd4 e6 5.Cc3 Cc6 6.g3 Db6
1.c4 c5 2.Cc3 Cf6 3.Cf3 d5 4.cxd5 Cxd5
1.c4 c6
1.c4 c6 2.Cf3 d5 3.b3
1.c4 c6 2.Cf3 d5 3.b3 Cf6 4.g3 Ag4
1.c4 c6 2.Cf3 d5 3.b3 Cf6 4.g3 Af5
1.c4 c6 2.Cf3 d5 3.b3 Cf6 4.Ab2
1.c4 c6 2.Cf3 d5 3.b3 Cf6 4.Ab2 g6
1.c4 c6 2.Cf3 d5 3.b3 Cf6 4.Ab2 Af5
1.c4 c6 2.Cf3 d5 3.b3 Cf6 4.Ab2 Ag4
1.c4 c6 2.Cf3 d5 3.b3 Ag4
1.c4 g6
1.c4 g6 2.e4 e5
1.c4 b5
1.c4 f5